# Itachi Uchiwa
Pour les articles homonymes, voir Itachi.
 (mai 2024).
Itachi Uchiwa (うちはイタチ, Uchiha Itachi) est un personnage du manga Naruto.
Frère aîné de Sasuke Uchiwa et excellent ninja de Konoha, il décima son clan pour défendre Konoha contre la rébellion des Uchiwa qui voulaient faire un coup d'état pour prendre le pouvoir. Il rejoint ensuite les rangs de l'Akatsuki, et forme dès lors un duo avec Kisame Hoshigaki (un arc hors-série lui présente un autre compagnon, Jûzo). 
Fils de Fugaku, le chef des Uchiwa, il hérita de la capacité de concevoir des stratégies en une fraction de seconde, ce qui fit de lui un ninja très intelligent et accompli. Au début présenté comme un ninja apparemment cruel, froid et implacable, la suite du manga le fait apparaître comme un espion qui a dû faire des choix très difficiles, ce qui en fait un des personnages les plus fouillés de la série.

## Profil

### Histoire

#### Enfance
N'ayant que 4 ans, Itachi participe à la troisième grande guerre ninja avec son père et se rend alors compte de l'horreur de la guerre. Dès son plus jeune âge, il parvient rapidement à maîtriser le Sharingan et devient la fierté de son père Fugaku. Les habitants de Konoha reconnaissent sa formidable (et précoce) avancée dans la hiérarchie ninja du village. Il devient genin à 7 ans, sa sagesse étant déjà à cet âge l’égale de celle d’un Hokage selon Hiruzen Sarutobi ; il maîtrise le Sharingan à huit ans, chūnin à dix ans et devient capitaine dans les sections spéciales ANBU à 12 ans. Véritable génie reconnu au sein de son prestigieux clan Uchiwa et dans tout le village, il était destiné à devenir un ninja exceptionnel et le futur Hokage de Konoha. 
C'est une période durant laquelle il est proche de son jeune frère Sasuke, ce dernier étant relativement introverti en raison de l'exceptionnel talent de son frère aîné. Mais lorsqu'il découvre certaines vérités sur son clan en rapport avec son talent et plus précisément le Mangekyō Sharingan, ses relations avec sa famille se dégradent peu à peu.

#### L'extinction d'une lignée

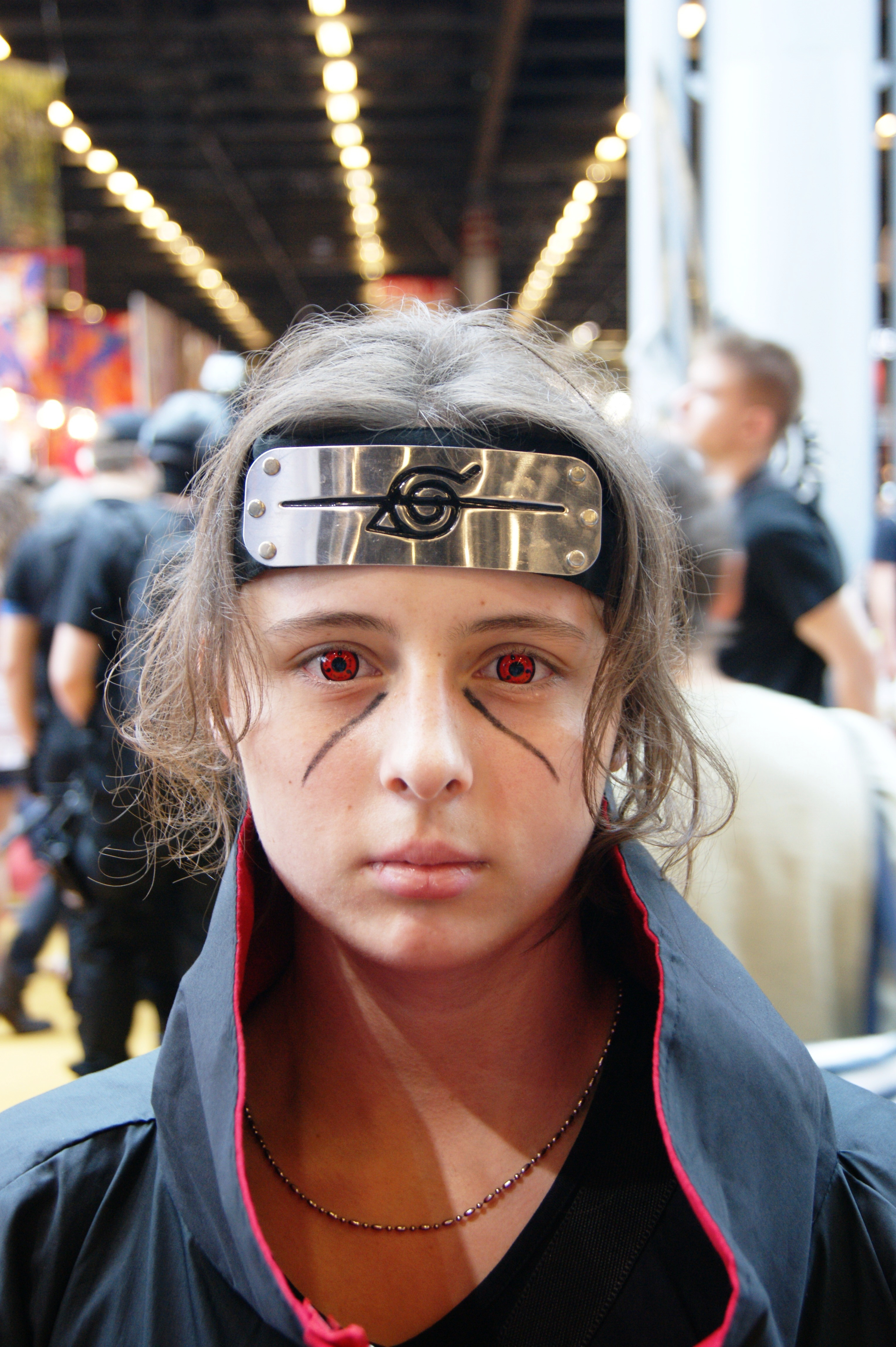
Autre cosplay (“Japan Expo” 2014) d'Itachi Uchiwa jeune, avec ses pupilles-Sharingan au stade “trois tomoe”, exprimant ici toute la mélancolie et la dimension tragique du personnage tiraillé entre des impératifs contradictoires.

À la suite de sa rencontre avec Tobi, qui se présente à lui comme étant Madara Uchiwa et lui révèle l'histoire et la naissance du clan, il découvre entre autres que le Sharingan peut « muter » vers un Sharingan offrant un potentiel supérieur au Sharingan de base, le Mangekyō Sharingan (ou « kaléidoscope hypnotique du Sharigan »), mais à la seule condition de perdre un être cher. C'est la douleur psychologique causée par cet acte qui fait évoluer le Sharingan, de même qu'une forte émotion éveille le dōjutsu dans sa forme de base.
Possesseur de ce dōjutsu et âgé de seulement 13 ans, il apprend que son clan Uchiwa prépare un coup d'état contre Konoha et le Hokage, en représailles d'une injustice qui aurait été faite à leur clan peu après la fondation du village caché par le clan Senju dominant. Alors, mettant sa loyauté envers Konoha au-dessus de son attachement à son clan Uchiwa et pour déjouer ce coup d'état, il tue (avec l'aide de Tobi) un à un tous les membres de son clan, parents inclus, sauf son petit-frère Sasuke qu'il adore et qui est trop petit pour être lié au coup d'état. Tout ceci, Sasuke ne le découvrira que peu à peu ; et auparavant il sera dès son jeune âge animé d'un puissant désir de comprendre cette tragédie, puis de se venger de l'assassinat de ses parents contre son grand frère lui-même. Désireux de rendre Sasuke plus fort et de faire de lui un héros, Itachi affirme alors à son frère cadet que s'il veut se venger, il doit posséder le Mangekyō Sharingan et lui lance : « Si tu veux me vaincre, hais-moi, déteste-moi, fuis et survis par tous les moyens ». Il disparaît ensuite de Konoha pour rejoindre l'Akatsuki afin de les surveiller de l'intérieur pour qu'ils ne s'en prennent pas au village de Konoha.
Il évoque à cette occasion l'existence d'un troisième Uchiwa encore en vie, révélant à Sasuke que si lui, Sasuke, obtient le Mangekyō Sharingan, il sera le 3e Uchiwa capable de l'activer et de l'utiliser.
Obito, sous le nom de Madara Uchiwa et avec l'apparence de Tobi, révèle à Sasuke qu’Itachi a décimé son clan sous les ordres de Konoha, malgré la tentative du 3e Hokage Hiruzen Sarutobi pour trouver une solution moins radicale au problème. Il s’est sacrifié pour accomplir cette mission dont l’origine remonte à la création de Konoha et dont seuls Danzô, le 3e Hokage et les deux hauts conseillers Homura et Hotaru sont au courant. Même après la création de Konoha par Madara et Hashirama, une rivalité a perduré entre les clans Uchiwa et Senju de la forêt. Le clan Uchiwa a été, après la création de Konoha, mis à l'écart des postes-clés de la direction de Konoha par les autres clans formant Konoha et mis à l'écart du centre-ville, décision prise par Danzô, qui a estimé que le clan était le responsable de l'attaque de Kyûbi sur Konoha, car seul un possesseur du Sharingan peut maîtriser le démon renard à 9 queues. Après cette décision, les membres du clan sont surveillés constamment. Une partie du clan ayant commencé à organiser un coup d’État pour prendre la tête du village, Itachi reçoit pour mission d’annihiler son clan ; il l’effectue avec l’aide de Tobi. Ses parents Fugaku et Mikoto comprennent ses motivations et le réconfortent lorsqu’il se montre hésitant ; avant de mourir, ils lui disent de prendre soin de Sasuke.

#### Akatsuki

La bague qu'il porte à l'annulaire droit

Le collier d'Itachi

Après cette tragédie du massacre du clan Uchiwa par un de ses propres membres (Itachi est en effet resté fidèle à Konoha malgré tout), Itachi rejoint ensuite Akatsuki (organisation criminelle constituée de neuf ninjas de rang S à laquelle il fait apparemment allégeance). Son anneau est « le pourpre » (朱, Shu), il le porte à l'annulaire droit et il porte aussi un collier. Pour le compte de cette organisation, il recherche Naruto pour lui extraire Kyûbi, le démon-renard à neuf queues scellé dans son corps, tout en recherchant les huit autres démons.
Ayant rejoint Akatsuki, Itachi fait équipe avec Kisame Hoshigaki. Itachi est à l'origine de l'association de Deidara avec Akatsuki, et provoque le départ d'Orochimaru, ayant vaincu celui-ci grâce à son Sharingan. On note au fil des chapitres que sa dévotion envers Akatsuki est sans faille. Itachi reste un personnage dont les motivations se dévoilent au compte-goutte. Après la mort d'Itachi, on apprend que celui-ci n'avait aucune confiance en Obito et qu'il a intégré Akatsuki pour surveiller de l'intérieur la dangereuse organisation, et particulièrement Madara qui en voulait à Konoha.
Après la mort du 3e Hokage, Itachi fait un passage dans son ancien village avec son partenaire Kisame Hoshigaki, dans le but de récupérer Naruto et le démon Kyûbi. Selon Madara, le but réel de cette visite était de notifier aux anciens de Konoha qu'il était toujours en vie et qu'ils n'avaient pas intérêt à toucher à Sasuke, vulnérable depuis la mort du 3e Hokage.

#### Le combat final
Quelques années plus tard, l'inéluctable face-à-face des frères intervient. Itachi fait croire à Sasuke qu'il l'a épargné pour effectuer une transplantation de ses yeux à la place des siens, ceux-ci étant sévèrement endommagés dû à l'effet secondaire du Mangekyō Sharingan. Une transplantation des yeux permettrait à la personne transplantée d'utiliser le Mangekyō Sharingan sans dommage pour ses yeux.
Lors du combat, Itachi révèle à Sasuke que le troisième Uchiwa encore en vie n'est autre que son complice dans le meurtre du clan Uchiwa, qu’il pense être Madara Uchiwa (en réalité Obito Uchiwa). Il affirme alors devenir l'homme le plus puissant du clan Uchiwa, « Madara » n'étant « plus que l'ombre de lui-même ». Il prétend également que « Madara » était derrière l'attaque de Kyūbi, seize années auparavant, et brosse un portrait sombre de l'ancien leader des Uchiwa, qui aurait selon ses dires tué son frère pour lui voler ses yeux (Madara prétendra plus tard que son frère se serait volontairement sacrifié et lui aurait offert ses yeux pour le bien du clan).
Les deux combattants finiront par arriver à leur limite, ayant chacun épuisé toutes leurs cartouches et dévoilé leurs techniques ultimes (Itachi a utilisé les trois techniques du Kaléidoscope hypnotique du Sharingan). Orochimaru, n'étant plus contenu par Sasuke, sort alors de ce dernier sous la forme d'un serpent géant à huit têtes, mais sera rapidement éliminé par la technique d'Itachi, grâce à son Susanô possédant l'épée de Totsuka ; le sceau maudit de Sasuke disparait alors. Itachi meurt alors de la maladie qui le rongeait et qu’il soignait le mieux possible pour pouvoir laisser Sasuke se venger et faire de lui le « héros de Konoha » d’après Madara; avant de mourir, il transmet son Amaterasu dans l'œil de Sasuke.
Il meurt le sourire aux lèvres, ayant réussi à tromper jusqu'à sa mort son frère cadet sur sa véritable nature, et lui léguant l'avenir du clan.
Sasuke, inconscient à la suite du combat qu'il vient de livrer, est ensuite récupéré par Tobi, qui lui raconte la véritable histoire d'Itachi et lui explique qu'Itachi voulait protéger Sasuke et empêcher Tobi de lui révéler la vérité à propos du massacre du clan Uchiwa.
Peu avant ce combat, Itachi a une discussion avec Naruto, et voyant la détermination de ce dernier à sauver Sasuke, il lui donne à son insu un des yeux de Shisui Uchiwa qui a le pouvoir de manipuler n’importe qui, avec l’ordre de protéger Konoha. La technique, qui devait s’activer au contact des yeux d’Itachi est finalement utilisée contre ce dernier, quand invoqué par la « Réincarnation des âmes » de Kabuto, il doit capturer Naruto,.

#### Quatrième grande guerre ninja
Bien plus tard, Itachi est invoqué par la technique de la « Réincarnation des âmes » par Kabuto en même temps que Nagato lors de la quatrième grande guerre ninja. Kabuto les utilise pour tenter de capturer Naruto et Killer Bee.
Itachi parvient cependant à inverser la donne en contrant la technique de Kabuto grâce à l’œil que lui a légué Shisui Uchiwa avant de mourir. Itachi avait greffé cet œil sur un corbeau qu’il avait confié à Naruto, pour qu’il réagisse au contact de ses yeux et lance un genjutsu l’obligeant à protéger Konoha. Alors que cet artifice était prévu pour contrer Sasuke si celui-ci s’élevait contre son village après s’être greffé les yeux de son frère, il s’active au moment où Itachi et Nagato doivent capturer les deux hôtes et permet à Itachi d’agir à l’encontre des ordres de son invocateur en aidant Naruto et Killer Bee à se défaire de Nagato.
Itachi confie alors à Naruto le soin de s'occuper de Sasuke, demande à Killer Bee de veiller sur Naruto et se met à la recherche de Kabuto. Sasuke le croise par hasard et décide de le suivre. Tous deux arrivent face à Kabuto et l’affrontent. Kabuto est avantagé, car les frères Uchiwa ne peuvent pas le tuer, sans quoi la résurrection des Ames, qui a permis de ramener plusieurs puissants ninja sur le champ de bataille dans le camp de Kabuto et Tobi, ne pourra être annulée. 
Dans ce combat où les blessures mortelles portées à Itachi ne sont rien grâce à son statut d’invocation par la « Réincarnation des âmes », Itachi fait la morale à Kabuto qui se prend pour Orochimaru. Après un long combat, Itachi prend le dessus sur Kabuto, avec la technique Izanami qui est un genjutsu interdit des Uchiwa, et enferme Kabuto dans une boucle temporelle jusqu'à ce qu'il change et se rende compte de ses erreurs. Grâce à cette technique, Itachi arrive à annuler la Réincarnation des âmes en faisant les mudras requis. Itachi montre à Sasuke, avant de disparaître, tout ce qui s'est passé le jour où il a décimé le clan Uchiwa, corroborant les versions de Tobi et Danzô.

### Personnalité

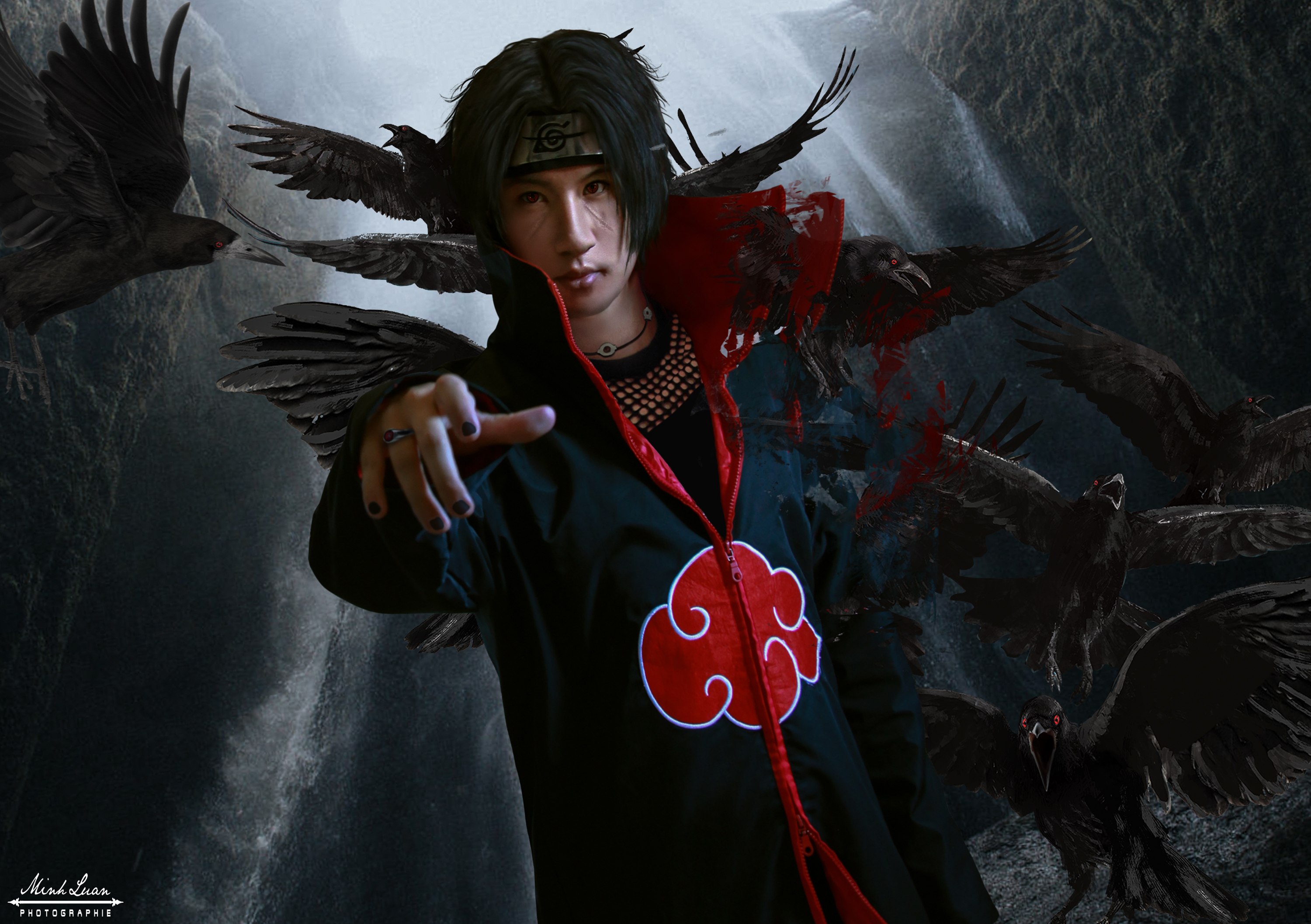
Cosplay d'Itachi avec ses pupilles-sharingan, pratiquant le sort d'« invocation des corbeaux » et revêtu du manteau uniforme d'Akatsuki. Le corbeau est l'animal emblème d'Itachi pour une de ses techniques favorites : voir ci-dessous « Technique de permutation ».

La personnalité d'Itachi, brossée de manière très noire au départ (cruel, à la limite du sadisme, tuant son clan entier dans le seul but d'évaluer ses capacités), sera finalement après sa mort pleinement révélée par Obito à Sasuke et plus tard à d'autres ninjas de Konoha (Naruto, Kakashi et Yamato). Cette version sera confirmée plus tard à Sasuke par Danzô, Hiruzen Sarutobi, ainsi que par Itachi lui-même .
Depuis toujours, le but d'Itachi était de protéger son village et son frère cadet : après avoir reçu une proposition de Danzô, il massacre le reste de son clan (en train de préparer un coup d’état) pour sauver Sasuke, puis quitte le village non sans s’assurer que Danzô tiendra sa promesse, et que le 3e Hokage protègera son frère.
Itachi a volontairement brossé un portrait de lui-même très sombre à son frère pour que ce dernier devienne puissant et vienne le tuer un jour. Selon Tobi, Sasuke était, aux yeux d'Itachi, plus important que le village et celui-ci acceptera, après une discussion avec Danzô, de tuer son clan en s'assurant de la protection de Sasuke. Il poussera alors ce dernier à le haïr et à chercher la puissance pour non seulement mourir de la main de son jeune frère afin d'expier sa culpabilité du massacre des Uchiwa, mais aussi par la même occasion, pour que Sasuke venge le clan Uchiwa et passe pour un héros aux yeux de Konoha.
Toujours d'après Tobi, Itachi aurait également poussé Sasuke dans ses limites pour le libérer de l'emprise du « Sceau Maudit d'Orochimaru ». Tobi comme Zetsu sont d'avis qu'Itachi n'a pas combattu à son niveau réel, mais a dosé le combat pour qu'il se passe à sa convenance.
Au bout du compte, Itachi n'a été nul autre qu'une personne avec le cœur sur la main, qui n'a agi que dans l'intérêt de Konoha et de son frère cadet, même s'il a fait le choix de massacrer sa propre famille qui avait préparé un coup d'état pour prendre le contrôle du village et poussé son jeune frère vers la vengeance, mais dans le but de le rendre plus fort afin qu'il meure de sa main, pour faire de lui un héros.

### Capacités
[Voir aussi, ci-dessous, la section consacrée à ses techniques].

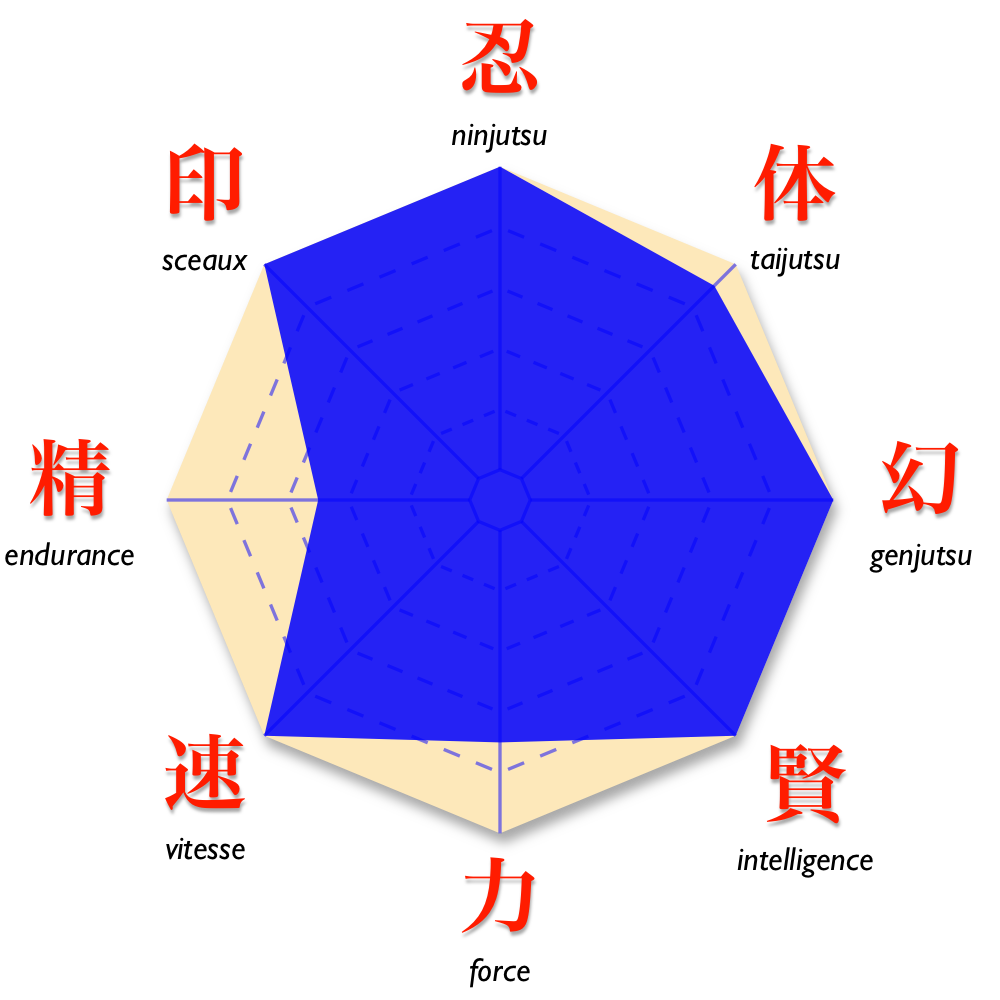
Itachi est un ninja polyvalent, excellant dans le ninjutsu, les sceaux et le genjutsu. Cependant, sa réserve de chakra est assez limitée, et il ne possède pas une grande force physique ; il épuise donc assez vite ses forces si un combat se prolonge, particulièrement s'il a utilisé des techniques du Kaléidoscope hypnotique du Sharingan, consommant beaucoup d'énergie.

Itachi Uchiwa est considéré dans son village comme un génie ; il a toujours été un combattant hors-pair maîtrisant dans certains  domaines : ninjutsu,  genjutsu, et lancer de projectiles (shurikens…) mais en taijutsu, Itachi est plutot moyen.
Itachi ne possède aucune endurance : étant très moyen en taijutsu, il  était obligé d'utiliser son sharingan lors de son combat contre Kakashi Hatake. Itachi et très fort et précoce, mais il n'est pas le plus puissant des ninjas du Manga : il est moins fort par exemple que le Sage des six chemins, Madara Uchiwa, les Kage et certains membres d’Akatsuki. 

#### Sharingan

Les différents stades d'évolution du Sharingan, art des pupilles ou Dojutsu spécifique qui est un attribut héréditaire du clan Uchiwa.

Le mangekyō sharingan personnel d'Itachi, en forme de shuriken à trois tomoe.

Après la mort de son meilleur ami Shisui Uchiwa (alors qu’il ne l’a manifestement pas tué lui-même), Itachi accède au stade supérieur du Sharingan, le « Kaléidoscope hypnotique du Sharingan » (Mangekyō Sharingan). 
Cette pupille lui permet d'utiliser trois techniques puissantes : Amaterasu (aussi appelé « la lumière céleste ») permettant de générer un feu noir inextinguible et dévorant tout. Elle est capable de consumer n'importe quoi et on dit qu'elle peut rester active une semaine. Personne ne peut l'éteindre sauf l'invocateur qui doit utiliser le sharingan ou le rinnegan. 
La deuxième technique, Tsukuyomi (aussi appelée « les arcanes lunaires ») permet de disposer des cinq sens de son adversaire durant un temps variable, alors que ce laps de temps est toujours perçu comme plus long par l'adversaire que cela n'est en réalité (notamment face à Kakashi, il torture ce dernier pendant une durée perçue comme équivalente à trois jours dans son esprit, alors que l'exécution de la technique ne dure qu'une seconde en réalité). 
La troisième technique, Susanô, permet d'invoquer un bouclier faisant office de défense absolue mais possédant également des propriétés offensives. Les noms de ces techniques sont ceux de trois dieux majeurs du Shintoïsme.
Itachi ne peut cependant pas abuser de son Mangekyō Sharingan sans courir le risque de devenir aveugle, comme le lui fait remarquer Kakashi Hatake, car cette puissante technique, associée à son attribut héréditaire du sharingan parvenu à son stade ultime d'évolution, provoque une cécité progressive chez son utilisateur.

#### La maîtrise du feu
Faisant partie du prestigieux clan Uchiwa, l'affinité principale d'Itachi est la maîtrise du feu (Katon).
Il maîtrise à la perfection, le « Katon - boule de feu suprême », technique de base du clan Uchiwa ainsi que d'autres dérivés de cette technique. 

#### L'art du lancer d'armes
Itachi excelle dans le lancer d'armes. Son frère cadet Sasuke lui demande à plusieurs reprises de l'aider dans son entraînement car « même un enfant comme [lui] remarque que Itachi est meilleur que [leur père] au lancer de shurikens ».

#### L'art de l'illusion
En plus des illusions liées au « Kaléidoscope hypnotique du Sharingan », Itachi maîtrise toute une palette de genjutsu, généralement basées sur des corbeaux. Il déclare à Naruto qu'il « lui suffit d'un doigt pour lancer une technique d'illusion ».
Souvent, dans les illusions d'Itachi, lorsque son adversaire pense l'avoir vaincu, il voit le corps d'Itachi disparaître sous la forme de corbeaux qui croassent et s'envolent.
Il peut également, comme tout expert du Sharingan, lancer une illusion endormant sa cible par contact oculaire direct. Dans l’anime, c’est ainsi qu’il endort un garde avant de rentrer avec Kisame Hoshigaki dans Konoha.

#### La maîtrise de l'eau
Itachi maitrise l'élément du Suiton, dont il fait usage lors de son combat contre Kakashi et contre Kabuto.

## Apparition dans les autres médias
Itachi est un personnage jouable dans l'ensemble des jeux vidéo dérivé de la série dont les opus de Clash of Ninja ainsi que les opus de Ultimate Ninja.
Itachi apparaît également dans le film Naruto Shippuden: Road to Ninja. Ramené à la vie de manière mystérieuse alors qu'il était supposé être mort, lui et ses compagnons d’Akatsuki tentent de détruire Konoha mais Naruto et ses amis les en empêchent. Plus tard, il va aider Naruto dans son combat contre Menma Uzumaki avec les autres membres d’Akatsuki, sur ordre de Tsunade et sauver Sakura.
Un arc hors-série de Naruto Shippuden est dédié à Itachi, évoquant son enfance ainsi que ses intentions vis-à-vis de son frère Sasuke.

## Réception
Itachi Uchiwa, par son aspect de beau ténébreux mystérieux et complexe, longtemps ambivalent (à la fois impitoyablement déterminé, apparemment allié aux ennemis de Konoha, mais aussi attendri par son petit frère puis protecteur inattendu de Konoha), est un des personnages les plus populaires de la série. Peut-être cela tient-il aussi au fait qu'on pressent que son histoire recèle l'une des clés de toute la narration.

## Techniques
- Technique de permutation (変わり身の術, Kawarimi no jutsu?)
C'est une technique phare d'Itachi qui lui permet de disparaître sous forme de corbeaux et de réapparaître n'importe où grâce aux corbeaux.
- Multi clonage (影分身の術, Kage bunshin no jutsu?)
Itachi utilise fort judicieusement cette technique et crée des clones très rapidement, ce qui en fait un adversaire très dangereux. En fait, Kakashi n'a même pas le temps de les voir se créer, même avec son propre Sharingan, mais on suppose qu'il n'a pas composé des signes de mains pour créer ses clones comme il l'a fait dans le chapitre 387 durant son combat contre Sasuke.
- Clone explosif de l'ombre (分身大爆破, Bunshin daibakuha?)
Cette technique crée un clone explosif qui, en plus de tromper l'adversaire, peut le blesser grâce à une forte explosion.
- Le sacrifice matinal (早贄, Hayanie?)
Taijutsu utilisé par Itachi lors de son combat contre Sasuke. Itachi attrape l'épaule de son adversaire, saute au-dessus de lui, tout en maintenant toujours sa main sur l'épaule et tire son adversaire par son épaule pour le projeter violemment vers le sol.

### Sharingan
- Sharingan (写輪眼, Sharingan?)
Le dōjutsu  héréditaire du clan Uchiwa. Permet de recopier des techniques de taijutsu, genjutsu et ninjutsu (mais pas les techniques héréditaires). Le Sharingan ayant trois tomoes permet de prévoir les mouvements de l'adversaire en observant, entre autres, son agressivité et son flux de chakra. Itachi est capable de faire un genjutsu avec son Sharingan, de montrer un événement passé comme un genjutsu sans mener à la folie et il peut regarder à l'intérieur d'une personne pour voir ses pouvoirs cachés.
- Kaléidoscope Hypnotique du Sharingan (万華鏡写輪眼, Mangekyō Sharingan?)
Itachi possède une version plus évoluée du Sharingan : le Mangekyō Sharingan (dans la version française : le « Kaléidoscope Hypnotique du Sharingan »), soit le stade ultime d'évolution de cet attribut héréditaire, auquel parviennent très peu de ninjas du clan Uchiwa, les plus doués, expérimentés et ceux qui ont vécu le plus d'épreuves traumatisantes ou la perte d'un être cher, notamment Madara, Itachi, Sasuke, et Kakashi Hatake (qui n'est pas un Uchiwa donc, mais qui l'a hérité de son ex-ami Obito Uchiwa). Ce Mangekyō Sharingan permet à Itachi d'utiliser des techniques extrêmement puissantes, correspondant à une trinité de dieux dans la mythologie japonaise : Amaterasu (Déesse du soleil), Tsukuyomi (Dieu de la lune) et Susanoo (Dieu de l'orage). Cependant, lorsqu’il utilise cette technique, Itachi dépense rapidement son énergie (après deux Tsukuyomi et un Amaterasu, Itachi est pratiquement vidé de son chakra), et la technique affecte la vision de son utilisateur (Kakashi mentionne le fait que la vision d'Itachi s'est détériorée lors de leur 2e affrontement), et une utilisation régulière et prolongée finit par rendre ce dernier aveugle[18]. Ce dōjutsu permet également de contrôler la puissance de Kyubi. Chez Itachi, la pupille du « Kaléidoscope Hypnotique » ressemble à un shuriken.
- Les arcanes lunaires (月読, Tsukuyomi?)
Son appellation vient de Tsukuyomi, déité shintō de la lune. Première technique du Kaléidoscope hypnotique du Sharingan, sollicitant l'œil gauche chez Itachi[19], cette illusion, affectant la perception visuelle de la victime, est extrêmement dangereuse puisqu'effective en un laps de temps d'une seconde, il est pratiquement impossible de la déjouer (Itachi révèle à Sasuke que seul un autre utilisateur du Mangekyō Sharingan peut contrer cette technique. Cependant dans le chapitre 388, Sasuke réussit à le briser avec son Sharingan en activant la puissance du niveau 2 du Sceau Maudit du Ciel d'Orochimaru). Elle plonge la victime dans le monde chaotique de l'illusion où le lanceur de l'illusion contrôle le temps, l'espace et la matière, et dispose donc de l'adversaire comme d'une marionnette durant 72 heures (dans l'esprit de la victime). La douleur que l'on peut infliger est telle que, même si elle n'est qu'illusoire, l'esprit la ressent comme étant réelle, ce qui peut être insupportable voire mortel. Après avoir été affecté par l'attaque, l'adversaire tombe dans un état comateux (au mieux) ou meurt (au pire).

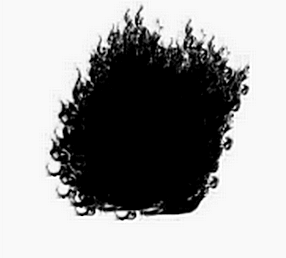
Les flammes noires de la technique Amaterasu ou « Lumière Céleste » du Mangekyō-sharingan du clan Uchiwa.

- La lumière céleste (天照, Amaterasu?)

Nom inspiré de Amaterasu, déesse shintoïste du soleil, c'est la seconde technique du Kaléidoscope hypnotique du Sharingan, associée à l'œil droit chez Itachi. Elle agit sur un point fixé par l'utilisateur ; la technique invoque autour du point fixé une nuée de flammes d'un noir pur, suffisamment destructrices pour dévorer le feu normal lui-même ou pour détruire la paroi de l'estomac du crapaud invoqué par Jiraya, alors que ce dernier est supposé indestructible. Les flammes se ruent à très grande vitesse sur un point fixé par l'utilisateur en brûlant tout sur leur passage durant sept jours et sept nuits. Une fois la cible touchée, il n'existe aucun moyen de stopper les flammes, à moins de les enfermer par un sceau comme le fait Jiraya, ou que l'utilisateur lui-même éteigne les flammes par un processus inverse. Elle coûte énormément de chakra et, quand Itachi l'utilise contre Sasuke, son œil droit est victime de saignements abondants.
- - Sceau de duplication de la lumière céleste (転写封印・天照, Tensha Fūin - Amaterasu?)[4],[21]
Itachi est capable de sceller l'Amaterasu dans l'œil d'une tierce personne non éveillée au Kaléidoscope hypnotique du Sharingan. Quand l'œil de la personne se pose sur sa cible, le Kaléidoscope hypnotique du Sharingan d'Itachi y apparaît, et les flammes noires d'Amaterasu se jettent sur cette dernière. Cette technique a été utilisée pour tenter d'éloigner Tobi de Sasuke.
- Susanô (須佐能乎, Susanoo?)
Troisième et dernière technique du Kaléidoscope hypnotique du Sharingan, ce nom est inspiré de Susanoo, la troisième divinité (ou kami) shintoïste, celle de l'orage et des tempêtes. La technique, nécessitant les deux yeux, invoque une nuée de flammes, rouges claires pour la version d’Itachi, prenant une forme semblable à celle d'un buste avec une tête angélique couverte par un masque colérique à long nez. Le buste est entouré de bandelettes de flammes. La forme développée par Itachi possède deux bras, l'un tenant le « miroir de Yata », un bouclier réfléchissant toute attaque, l'autre tenant une sorte de gourde pouvant créer une épée légendaire spéciale : l’« épée de Totsuka » (ou « katana de Sakegari »). Cette épée spirituelle, sans réelle forme physique, piège tout ce qui la touche dans un genjutsu éternel plongeant la victime dans un merveilleux rêve. La lame est enchantée par une technique de sceau surpuissante. Susanô serait donc plutôt une technique d'invocation, extrêmement puissante. Cette technique a permis à Itachi de se débarrasser d'Orochimaru avec une facilité déconcertante, lorsque celui-ci a refait surface lors de son combat contre Sasuke. Le buste entoure en permanence l'utilisateur, qui est ainsi sous une protection absolue.
  - • Les couronnes magiques de Yasaka (八坂ノ勾玉, Yasaka no magatama?)[22]
En utilisant « Susanô », Itachi forme un magatama concentré en énergie et dont la forme est semblable au tomoe du « Sharingan ». La technique de longue distance tournoie ensuite comme un disque jusqu’à atteindre une cible.
Itachi dit de cette technique que c’est sa technique à longue distance la plus puissante.
note : le sanctuaire de Yasaka est un temple shintoïste dédié au dieu Susanoo, et le « magatama de Yasakani » est un des trois Trésors impériaux du Japon.

### Genjutsu
- Illusion mystique - Retournement du miroir du Ciel et de la Terre (魔幻・鏡天地転, Magen - Kyō Tenchi Ten?)[23],[24]
Grâce au pouvoir du Sharingan, Itachi peut retourner contre son utilisateur (qui ne possède pas le Sharingan lui-même) n'importe quelle illusion. Il l'utilise contre Kurenaï Yûhi.
- Genjutsu - Éphémère (幻術・泡沫, Genjutsu - Utakata?)
Technique d'illusion lancée sur Naruto Uzumaki. Itachi plonge dans les souvenirs de son adversaire et perturbe ses sens en créant une facette du personnage introduit dans la mémoire de la cible.
Itachi est capable par exemple de dévisager l'adversaire en le torturant psychologiquement.
- Illusion mystique - L'enchaînement par les pieux (魔幻・枷杭の術, Magen - Kasegui no Jutsu?)[25],[26]
Genjutsu utilisé contre Orochimaru quand ce dernier a tenté de pénétrer dans son esprit pour lui voler son corps.
L'adversaire se retrouve immobilisé, cloué au sol par des clous gigantesques qui lui traversent le corps.
- Izanami (イザナミ, Izanami?)[27]
Izanami, qu’Itachi décrit comme la technique d’illusion ultime, est complémentaire à Izanagi ; elle permet de décider du destin de sa cible en échange d’un œil. Une fois activée, cette illusion fait revivre en boucle à sa victime une séquence d'événements en utilisant les sensations de l’invocateur et celles de la cible.
Au déclenchement d’Izanami, l’invocateur mémorise une sensation corporelle particulière, puis recrée intentionnellement la même sensation à un moment donné ; la technique permet de confondre ces deux instants, créant une boucle avec tous les événements s’étant produits entre eux.
L’adversaire prisonnier de cette boucle peut la briser et annuler la technique, à la condition de reconnaître ses erreurs. D’après Itachi, cette technique a été créée pour remettre dans le droit chemin les Uchiwa utilisant Izanagi trop intensivement pour transformer en illusions les résultats d’actions qu’ils ne voulaient pas assumer. Utiliser Izanami permettait de les remettre devant leur choix, jusqu’à ce qu’ils s’amendent et choisissent la voie qu’ils auraient voulu éviter[28].

### Katon
- Katon - Technique suprême de la boule de feu (火遁・豪火球の術, Katon - Gōkakyū no jutsu?)
C'est une technique de feu propre aux Uchiwa qui consiste en une boule de feu soufflée sur l'adversaire. Quand un Uchiwa parvient à réaliser cette technique, il est considéré comme un homme au sein du clan. (Itachi la réalise pour la première fois à 7 ans).
- Katon - Technique de la balsamine (火遁・鳳仙火の術, Katon - Hōsenka no jutsu?)
Technique spéciale du clan Uchiwa, Itachi lance des boules de feu en forme de pétales.
- Katon - Griffe rouge de la balsamine (火遁・鳳仙花爪紅, Katon - Hōsenka tsumabeni?)
Itachi envoie un grand nombre de shurikens qu’il enflamme en crachant du feu.

### Suiton
- Suiton - Gouttes d'eau perforantes (水遁・水牙弾, Suiton - Suigadan no jutsu?)
Itachi envoie sur son adversaire des gouttes d'eau perforantes de toutes parts.
- Suiton - Dragon aqueux (水遁・水龍弾の術, Suiton - Suiryūdan no Jutsu?) — rang B
Puissante technique d’eau qui envoie un dragon géant aqueux sur l’adversaire.

#### Jeux vidéo
- Le lâcher du faucon (ハヤブサ落とし, Hayabusa otoshi) [5], [DB 5] — rang C
Lorsque son adversaire est dans les airs en position de chute, Itachi attrape ce dernier en lui resserrant le torse avec ses jambes, et en tenant les jambes avec ses mains afin de l'immobiliser et de le faire percuter violemment au sol.
- Illusion mystique - Calme puissant (魔幻・威凪, Magen - Isanagi?)[29]
Technique puissante d'illusion, qui ouvre un trou noir gigantesque qui absorbe l'adversaire.
- Genjutsu - Flamme inconnue (幻術・不知火, Genjutsu - Shiranui?)[29]
Itachi pointe son doigt sur l'adversaire et le plonge dans une illusion d'incendie encerclant et brûlant l'ennemi.
- Katon - Boule enflammée (火遁・豪焔球, Katon - Gōenkyū?)
Variante plus puissante du Katon - Boule de feu suprême qui permet à Itachi de cracher une boule de feu plus puissante que la normale et extrêmement dévastatrice.
- Katon - Le feu du dragon suprême (火遁・豪龍火, Katon - Goryūka no jutsu?)
Avec Shisui Uchiwa, les deux exécutent chacun la technique du Katon - Le feu du dragon et leurs techniques se coordonnent pour former le feu du dragon suprême, avant d'exécuter la technique des Quatre saisons chaotiques (乱れ雪月花, Midare setsugekka).

### Databooks
- (ja) Masashi Kishimoto, NARUTO - Hiden Rin no Sho (NARUTO―ナルト―［秘伝・臨の書］?) : Characters Official Data Book (キャラクターオフィシャルデータBOOK?), Tōkyō, Shūeisha, coll. « Jump Comics (ジャンプコミックス, Janpu Comikkusu?) / Naruto »,‎ 4 juillet 2002, 272 p., shinsho (新書?) / Tankōbon / 175x115mm (ISBN 4-08-873288-X et 978-4-08-873288-6, présentation en ligne)
- (ja) Masashi Kishimoto, NARUTO - Hiden Tō no Sho (NARUTO―ナルト―［秘伝・闘の書］?) : Characters Official Data Book (キャラクターオフィシャルデータBOOK?), Tōkyō, Shūeisha, coll. « Jump Comics (ジャンプコミックス, Janpu Comikkusu?) / Naruto »,‎ 4 avril 2005, 320 p., shinsho (新書?) / Tankōbon / 175x115mm (ISBN 4-08-873734-2 et 978-4-08-873734-8, présentation en ligne)
- (ja) Masashi Kishimoto, NARUTO - Hiden Sha no Sho (NARUTO―ナルト―［秘伝・者の書］?) : Characters Official Data Book (キャラクターオフィシャルデータBOOK?), Tōkyō, Shūeisha, coll. « Jump Comics (ジャンプコミックス, Janpu Comikkusu?) / Naruto »,‎ 4 septembre 2008, 360 p., shinsho (新書?) / Tankōbon / 175x115mm (ISBN 978-4-08-874247-2, présentation en ligne)

### Tomes deNaruto
- Masashi Kishimoto (trad. Sébastien Bigini), Naruto tome 14 : Hokage contre Hokage !!, Kana, coll. « Shonen Kana / Naruto », 20 novembre 2004, 192 p., Tankōbon / 115x175mm (ISBN 2-87129-657-X et 978-2-87129-657-7, présentation en ligne)
- Masashi Kishimoto (trad. Sébastien Bigini), Naruto tome 16 : La bataille de Konoha, dernier acte !!, Kana, coll. « Shonen Kana / Naruto », 4 mars 2005, 192 p., Tankōbon / 115x175mm (ISBN 2-87129-723-1 et 978-2-87129-723-9, présentation en ligne)
- Masashi Kishimoto (trad. Sébastien Bigini), Naruto tome 17 : La puissance d’Itachi !!, Kana, coll. « Shonen Kana / Naruto », 6 mai 2005, 192 p., Tankōbon / 115x175mm (ISBN 2-87129-776-2 et 978-2-87129-776-5, présentation en ligne)
- Masashi Kishimoto (trad. Sébastien Bigini), Naruto tome 29 : Kakashi versus Itachi !, Kana, coll. « Shonen Kana / Naruto », 4 mai 2007, 192 p., Tankōbon / 115x175mm (ISBN 978-2-5050-0097-6, présentation en ligne)
- Masashi Kishimoto (trad. Sébastien Bigini), Naruto tome 42 : Le secret du Kaléidoscope Hypnotique… !!, Kana, coll. « Shonen Kana / Naruto », 3 juillet 2009, 240 p., Tankōbon / 115x175mm (ISBN 978-2-5050-0599-5, présentation en ligne)
- Masashi Kishimoto (trad. Sébastien Bigini), Naruto tome 43 : Celui qui sait, Kana, coll. « Shonen Kana / Naruto », 21 août 2009, 240 p., Tankōbon / 115x175mm (ISBN 978-2-5050-0670-1, présentation en ligne)
- Masashi Kishimoto (trad. Sébastien Bigini), Naruto tome 44 : Traditions d’ermites… !!, Kana, coll. « Shonen Kana / Naruto », 23 octobre 2009, 192 p., Tankōbon / 115x175mm (ISBN 978-2-5050-0711-1, présentation en ligne)
- Masashi Kishimoto (trad. Sébastien Bigini), Naruto tome 51 : Sasuke vs Danzô… !!, Kana, coll. « Shonen Kana / Naruto », 5 novembre 2010, 192 p., Tankōbon / 115x175mm (ISBN 978-2-5050-0992-4, présentation en ligne)